# Jefferson Airplane Loves You
Jefferson Airplane Loves You è una raccolta dei Jefferson Airplane pubblicata nel 1992. Contiene principalmente versioni inedite, sia in studio sia live, e brani inediti; i brani sono in ordine cronologico.

## Tracce

### Disco 1
1. I Specialize in Love (Marty Balin, Harry Collis) – 1:56 (singolo di Marty Balin, 1962)
2. Go To Her (Paul Kantner, Irving Estes) – 4:05 (prima versione)
3. Bringing Me Down (Balin, Kantner) – 2:22
4. Let Me In (Balin, Kantner) – 3:28 (versione alternativa)
5. Chauffeur Blues (Lester Melrose) – 2:28
6. Free Advice (Darby Slick) – 2:29 (mono, singolo di The Great Society, 1966)
7. Somebody to Love (D. Slick) – 2:58
8. Today (Balin, Kantner) – 3:00
9. Embryonic Journey (Jorma Kaukonen) – 1:52
10. White Rabbit (Grace Slick) – 2:33
11. Come Back Baby (tradizionale, arrangiato da Kaukonen) – 2:55 (versione inedita)
12. The Other Side of This Life (Fred Neil) – 8:03 (live)
13. Runnin' 'Round this World (Balin, Kantner) – 2:30 (live)
14. She Has Funny Cars (Kaukonen, Balin) – 3:37 (live)
15. High Flyin' Bird (Billy Edd Wheeler) – 4:03 (live)
16. Tobacco Road (John D. Loudermilk) – 3:57 (live)
17. Let's Get Together (Chet Powers) – 4:05 (live)
18. White Rabbit (G. Slick) – 2:23 (live)
19. Comin' Back to Me (Balin) – 7:38 (live)
20. Won't You Try/Saturday Afternoon (Kantner) – 7:01 (live)

### Disco 2
1. The Ballad of You and Me and Pooneil (Kantner) – 11:38 (versione alternativa)
2. Things are Better in the East (Balin) – 3:18 (inedito)
3. Watch Her Ride (Kantner) – 3:15
4. Two Heads (G. Slick) – 3:14
5. Martha (Kantner) – 3:26 (mono, version single)
6. Don't Let Me Down (Balin, Ernie K-Doe) – 2:54 (inedito)
7. Crown of Creation (Kantner) – 2:53
8. Lather (G. Slick) – 2:57
9. In Time (Kantner, Balin) – 4:14
10. House at Pooneil Corners (Kantner, Balin) – 5:51
11. RiBump Ba Bap Dum Dum (Spencer Dryden, Bill Goodwin) – 1:32 (inedito)
12. Would You Like a Snack? (G. Slick, Frank Zappa) – 2:38 (inedito)
13. 3/5 Mile in 10 Seconds (Balin) – 4:45 (live)
14. It's No Secret (Balin) – 3:28 (live)
15. Plastic Fantastic Lover (Balin) – 4:24 (live, festival di Woodstock)
16. Uncle Sam Blues (tradizionale, arrangiato da Kaukonen e Jack Casady) – 5:27 (live, festival di Woodstock)
17. Wooden Ships (David Crosby, Kantner, Stephen Stills) – 5:52 (mix quadrifonico)
18. Volunteers (Balin, Kantner) – 2:17 (mix quadrifonico)

### Disco 3
1. We Can Be Together (Kantner) – 6:00 (mix quadrifonico)
2. Turn My Life Down (Kaukonen) – 2:56
3. Good Shepherd (tradizionale, arrangiato da Kaukonen) – 4:24
4. Hey Fredrick (G. Slick) – 9:04 (mix quadrifonico)
5. Emergency (Balin) – 4:36 (dal documentario Go Ride the Music, 1970)
6. When the Earth Moves Again (Kantner) – 3:55
7. Pretty as You Feel (Casady, Joey Covington, Kaukonen) – 3:09
8. Law Man (G. Slick) – 2:42
9. Feel So Good (Kaukonen) – 9:23 (versione estesa inedita)
10. Twilight Double Leader (Kantner) – 4:47
11. Aerie (Gang of Eagles) (G. Slick) – 3:55
12. Trial by Fire (Kaukonen) – 4:51 (live, 1972)
13. Dress Rap (G. Slick) – 1:25 (inedito, live, 1972)
14. You Wear Your Dresses Too Short (Balin) – 12:35 (live, 1972)

## Formazione
Jefferson Airplane
- Marty Balin — voce, percussioni
- Paul Kantner — chitarra ritmica ed acustica, voce
- Jorma Kaukonen — chitarra solista ed acustica, voce
- Jack Casady — basso, fuzz-bass, chitarra
- Signe Toly Anderson — voce in "Go to Her", "Bringing Me Down" e "Chauffeur Blues"
- Skip Spence — batteria in "Bringing Me Down", "Let Me In" e "Chauffeur Blues"
- Spencer Dryden — batteria, percussioni
- Grace Slick — voce, pianoforte, organo; flauto dolce in "Martha"
- Joey Covington — conga in "Turn My Life Down" e "Pretty as You Feel", batteria in "Emergency", "When the Earth Moves Again", "Law Man", "Feel So Good" e "Twilight Double Leader", tamburino in "Twilight Double Leader", voce in "Pretty as You Feel"
- Papa John Creach — violino elettrico in "When the Earth Moves Again", "Pretty as You Feel", "Twilight Double Leader", "Aerie", "Trial by Fire" e "You Wear Your Dresses Too Short"
- John Barbata — batteria in "Aerie", "Trial by Fire" e "You Wear Your Dresses Too Short"
- David Freiberg — tamburino in "Trial by Fire"

Altri musicisti
- Red Callender – basso in "I Specialize in Love" (singolo di Marty Balin)
- Barney Kessel – chitarra in "I Specialize in Love" (singolo di Marty Balin)
- Glen Campbell – chitarra in "I Specialize in Love" (singolo di Marty Balin)
- Milt Jackson – campane in "I Specialize in Love" (singolo di Marty Balin)
- The Blossoms – cori in "I Specialize in Love" (singolo di Marty Balin)
- Darby Slick – chitarra solista in "Free Advice" (singolo di The Great Society)
- David Minor – voce, chitarra ritmica in "Free Advice" (singolo di The Great Society)
- Bard Du Pont – basso in "Free Advice" (singolo di The Great Society)
- Jerry Slick – batteria in "Free Advice" (singolo di The Great Society)
- Billy Preston – batteria in aggiunta in "Free Advice" (singolo di The Great Society)
- Jerry Garcia — chitarra in "Today"
- Gary Blackman — assolo di naso in "Lather"
- Gene Twombly — effetti sonori in "Lather"
- Dan Woody — bonghi in "Ribump Ba Bap Dum Dum"
- Bill Goodwin — batteria in "Ribump Ba Bap Dum Dum"
- Tim Davis — conga in "Ribump Ba Bap Dum Dum"
- Frank Zappa, Arthur Tripp III, Ian Underwood, Donald Preston, Ruth Komanoff — strumentazione in Would You Like a Snack?
- Nicky Hopkins — piano in "Plastic Fantastic Lover", "Uncle Sam Blues", "Wooden Ships, "Volunteers", "We Can Be Together" e "Hey Fredrick"
- Stephen Stills — organo Hammond in "Turn My Life Down"
- Ace of Cups – voce in "Turn My Life Down"
- Carlos Santana — chitarra in "Pretty as You Feel"
- Michael Shrieve — batteria in "Pretty as You Feel"